# Diplommatina lamellata
Diplommatina lamellata é uma espécie de gastrópode  da família Diplommatinidae.
É endémica de Palau.